# Oleksandr Hontschenkow
Oleksandr Anatolijowytsch Hontschenkow (ukrainisch Олександр Анатолійович Гонченков, wiss. Transliteration Oleksandr Anatolijovyč Hončenkov, russisch Александр Анатольевич Гонченков Alexander Anatoljewitsch Gontschenkow; * 14. April 1970 in Lwiw) ist ein ehemaliger ukrainischer, später russischer Radrennfahrer und Weltmeister im Radsport.

## Sportliche Laufbahn
Hontschenkow war im Bahnradsport und im Straßenradsport aktiv. Er begann mit dem Radsport in der Sowjetunion.
Bei den Bahnradsport-Weltmeisterschaften 1990 gewann die Sowjetunion mit Waleri Baturo, Jewgeni Berzin, Dmitri Neljubin und Oleksandr Hontschenkow die Goldmedaille in der Mannschaftsverfolgung. 1992 startete er bei den Olympischen Sommerspielen in Barcelona für die Ukraine. In der Einerverfolgung kam er auf den 6. und in der Mannschaftsverfolgung auf den 11. Rang. 1988 gewann er die nationale Meisterschaft im Mannschaftszeitfahren in der Sowjetunion. 1990 wurde er Vizemeister in dieser Disziplin. Den Weltmeistertitel bei den Junioren holte er 1988 im Mannschaftszeitfahren. Später wechselte er zum Straßenrennsport, wo er von 1993 bis 1995 für das italienische Radsportteam Lampre startete. Ende 1995 nahm er die Staatsbürgerschaft Russlands an und fuhr für Roslotto und Ballan-Alessio und blieb bis 2000 als Radprofi aktiv. 1992 gewann er die Coppa Caivano, 1996 eine Etappe im Giro d’Italia und in der Tour de Romandie, 1997 den Gran Premio Città di Camaiore, eine Etappe im Giro di Sardegna und in der Mittelmeer-Rundfahrt sowie den Giro dell’Emilia, 1998 eine Etappe im Rennen Four Days of Dunkirk und bei den Quatre Jours de Dunkerque, 1999 eine Etappe im Giro del Trentino. 
Zweiter wurde Hontschenkow 1995 im Brabantse Pijl hinter Edwig Van Hooydonck, in der Tour de Romandie (hinter Abraham Olano), bei Mailand–Sanremo (hinter Gabriele Colombo), bei Tirreno–Adriatico (hinter Francesco Casagrande), in der Trofeo Pantalica sowie in der Vuelta a Andalucía 1996 und in der Clásica San Sebastián 1997.

## Grand-Tour-Platzierungen
| Grand Tour            | 1993 | 1994 | 1995 | 1996 | 1997 | 1998 | 1999 |
| --------------------- | ---- | ---- | ---- | ---- | ---- | ---- | ---- |
| Giro d’ItaliaGiro     | DNF  | DNF  | –    | 30   | –    | DNF  | DNF  |
| Tour de FranceTour    | DNF  | DNF  | 96   | DNF  | DNF  | –    | –    |
| Vuelta a EspañaVuelta | –    | –    | –    | –    | –    | –    | –    |